# 地方自治研究機構
一般財団法人地方自治研究機構（ちほうじちけんきゅうきこう）は1996年設立の日本の政策研究機関。略称RLIG。東京都中央区銀座に所在。
日本財団から総額10億円以上の助成を受けて調査研究や基盤整備をしている。
全国市町村振興協会の助成を受けて「法制執務支援システム」を市町村に提供している。

## 役職員
会長石原信雄、理事長山中昭栄。
役員10名中5名、常勤役員1名中1名、常勤職員17名中3名が国家公務員経験者である。役員に、元消防庁長官（平成18年就任）、元特許庁長官（平成17年就任）、元自治省大臣官房総務課課長補佐（平成14年就任）、元自治省大臣官房付兼審議官（平成14年就任）、元消防大学校長（平成16年就任）がいた。